# Battaglia di Mondovì (1799)
La battaglia di Mondovì fu uno scontro avvenuto il 13 novembre 1799 tra le truppe austriache del generale von Melas e le forze francesi del generale Championnet. Lo scontro, avvenuto nel contesto della guerra della Seconda coalizione, rappresentò la conclusione dell'ambizioso e fallimentare offensiva francese in Piemonte. Dopo essere stati sconfitti a Genola, i francesi furono incalzati dagli austriaci e costretti a retrocedere costantemente, fino ad essere forzati ad abbandonare del tutto la pianura. 

## Contesto storico
La Seconda coalizione si formò nel 1799 con lo stesso scopo della precedente: porre fine all'esperienza repubblicana della Francia e ripristinare l'antico regime che l'aveva caratterizzata fino a pochi anni prima. Per tale proposito, si unirono Austria, Russia e Regno Unito, tutte potenze europee di visione nettamente conservatrice.
Le armate della coalizione trovarono un terreno di scontro favorevole in Italia, dove i successi non tardarono ad arrivare: tra la disorganizzazione delle truppe francesi e le capacità indiscutibili del generale Suvorov, il fronte di guerra si spostò dalla linea dell'Adige sino al cuore del Piemonte in un paio di mesi. I tentativi di Moreau e MacDonald di sconfiggere gli austro-russi furono vani e le armate francesi in Italia si limitarono al ruolo di spettatori passivi mentre gli alleati assediavano una ad una le roccaforti francesi in Pianura padana. Nemmeno l'arrivo di Joubert servì a migliorare la situazione: il generale cadde in battaglia e le sue truppe furono sconfitte, nonostante una eroica e prolungata resistenza.

## Antefatti
Quasi in contemporanea con la partenza dei russi, in Italia arrivarono le truppe dell'Armata delle Alpi, guidata dal generale Championnet. Questa forza ben presto si unì ai resti dell'Armata d'Italia, andando a rinfoltire le file dei francesi. Verso la fine di ottobre, Championnet tentò di compiere un'offensiva per riprendere il controllo del Piemonte: sebbene sull'ala destra, guidata da Saint-Cyr, fosse stato fatto qualche progresso, il resto delle forze repubblicane non stava vivendo un buon momento. Von Melas ed i suoi luogotenenti avevano ottenuto varie vittorie minori sui francesi e, il 4 novembre, riuscirono a vincere una battaglia campale a Genola, causando numerose perdite tra le file nemiche. Championnet ed i suoi furono costretti ad una ritirata combattuta, con gli austriaci al loro costante inseguimento. Il grosso dell'esercito francese riuscì a raggrupparsi a Mondovì, ma il 13 novembre furono raggiunti ed attaccati per l'ennesima volta dalle forze imperiali.

## La battaglia

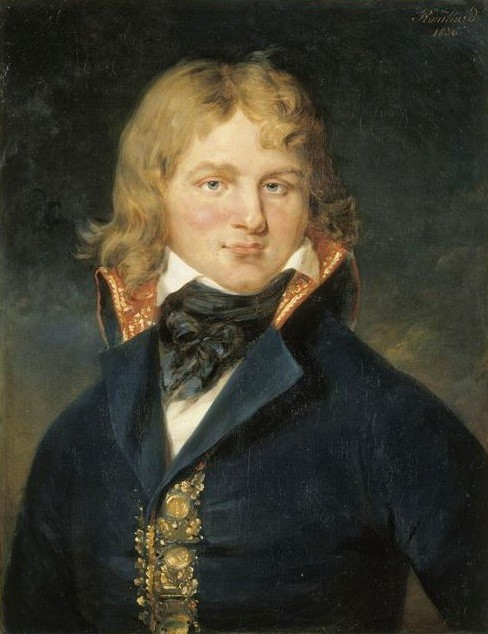
Jean Etienne Championnet

Per l'attacco verso Mondovì, gli austriaci impegnarono le divisioni di Liechtenstein e Mittrowsky. La prima si schierò di fronte a Beinette con il compito di attaccare Monastero, la seconda si mise in ordine di battaglia da Magliano di sopra fino a Carrù, avendo come obiettivo la linea di Monastero. Liechtenstein divise la sua divisione in due colonne principali: la prima, sotto Gottesheim, avanzò attraverso Villanuova verso Vasco, la seconda, sotto il generale Bellegarde, attraversò Chiusa fino a Monastero. Entrambe le brigate arrivarono ai loro obiettivi contemporaneamente lungo l'Ellero e iniziarono a salire sulle colline senza sparare.
La cappella di San Lorenzo fu attaccata da un battaglione di fanteria Huff, che aveva marciato nella valle stretta tra Roapiana e Merlo. Liechtenstein guidò personalmente il 2° Battaglione Huff per sostenere l'attacco e, dopo un intenso fuoco, i francesi iniziarono a ritirarsi verso Vicoforte. Mittrowsky avanzò contro Mondovì, occupò le case davanti alle mura e corse, sotto il fuoco dell'artiglieria, fino alla porta della fortezza. I francesi cercarono di respingere gli attaccanti con granate e bombe, costringendoli a ritornare a Breo ma Mittrowsky resistette. Lemoine aveva opposto una buona resistenza agli assalti di Mittrowsky, respinse gli austriaci sull'altra riva dell'Ellero grazie a una carica alla baionetta del 34° di linea. Tuttavia, Mondovì non era più difendibile e Championnet ordinò la ritirata. La notte terminò il bombardamento e i francesi, per abbandonare la cittadella, fecero esplodere una breccia nelle mura laterali e se ne andarono abbandonando 5 cannoni. Parte di loro si diresse a Ceva, altri a Garessio, dove Bellegarde li inseguì, prima schierando le sue unità a Bagnasco nella valle del Tanaro, poi marciando e raggiungendo Garessio e Ormea il 17 novembre. Durante la notte Lemoine si allontanò lungo la valle dell'alto Tanaro fino a Calizzano. Victor aveva appena accampato a Garessio e il quartier generale dell'esercito fu definitivamente trasferito a Finale, via mare. Le perdite degli austriaci in quel combattimento furono 84 morti, 300 feriti e 85 prigionieri.

## Conseguenze

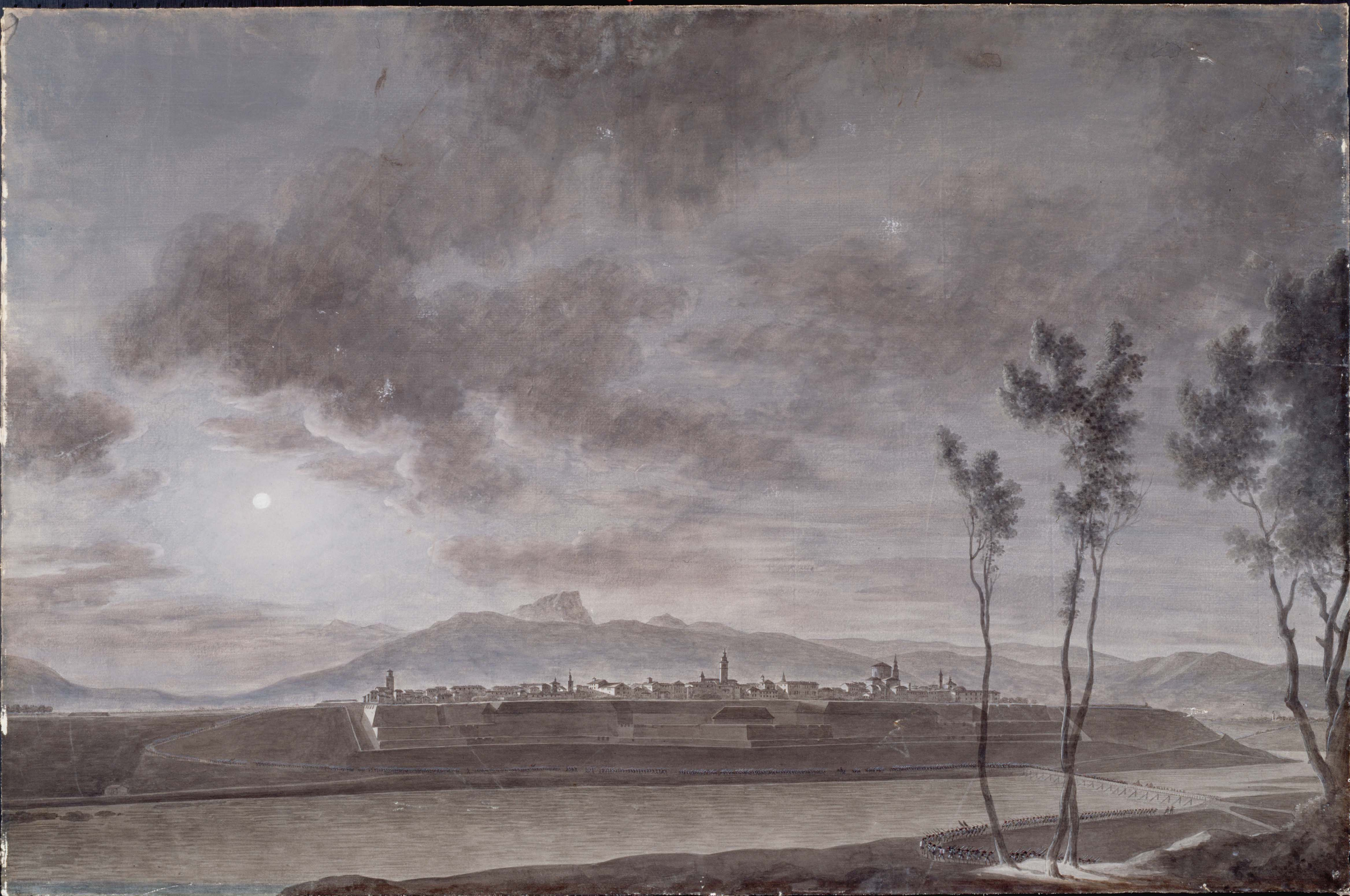
Giuseppe Pietro Bagetti, Assedio di Cuneo, 1796

Von Melas lasciò il reggimento Lattermann a Mondovì e raggiunse il suo campo principale tra Beinette e Chiusa di Pesio. A sud di Cuneo si trovava la retroguardia francese in un villaggio chiamato Vernante, che controllava la strada per il passo del Colle di Tenda. Prima di tentare l'assedio di Cuneo, von Melas ordinò di eliminare quella forza nemica nella valle. Ott assegnò 7 battaglioni al generale Auersperg che, il 15 novembre, sconfisse i francesi. Gli avversari, tuttavia, si riunirono più a sud a Limone, con una forza di 5000 uomini, iniziando un ritorno lungo la valle. I due battaglioni di fanteria Oranien, inviati da Gottesheim alle spalle della forza francese, attaccarono i nemici al loro fianco, disgregandoli e costringendoli a una rapida ritirata verso il passo di Tenda.
Von Melas lasciò delle truppe a Mondovì e si spostò tra Beinette e Chiusa di Pesio. Gli austriaci attaccarono Vernante il 15 novembre, costringendo i francesi a ritirarsi verso il colle di Tenda e la Bocchetta di Altare. Duhesme si stabilì a Briançon con le sue truppe divise in piccoli distaccamenti per operazioni in montagna. Informato dei movimenti francesi, von Melas rafforzò l'assedio di Cuneo, organizzando le difese orientali e avanzando verso Chiusa e Villanuova. Le intense nevicate interruppero le comunicazioni montane, costringendo i francesi ad abbandonare i passi di Tenda e Briga.
Championnet fece di Sospello il suo quartier generale temporaneo. Dopo la caduta della città piemontese, diede le proprie dimissioni e abbandonò l'Armata d'Italia una volta che queste vennero accettate. Morì di tifo durante il viaggio di ritorno in Francia.